# Adelaide Symphony Orchestra
L'Adelaide Symphony Orchestra (ASO) è un'orchestra australiana con sede ad Adelaide, Australia Meridionale. La sua sede principale è l'Adelaide Town Hall, ma l'ASO si esibisce anche in altre sedi come Elder Hall presso l'Università di Adelaide e l'Adelaide Festival Centre. L'ASO fornisce il supporto orchestrale per tutte le produzioni del Teatro dell'Opera dell'Australia Meridionale, ma anche gli spettacoli dell'Australian Ballet di Adelaide e dell'Opera Australia. L'orchestra è anche un gruppo regolare caratteristico al Festival di Adelaide.

## Storia

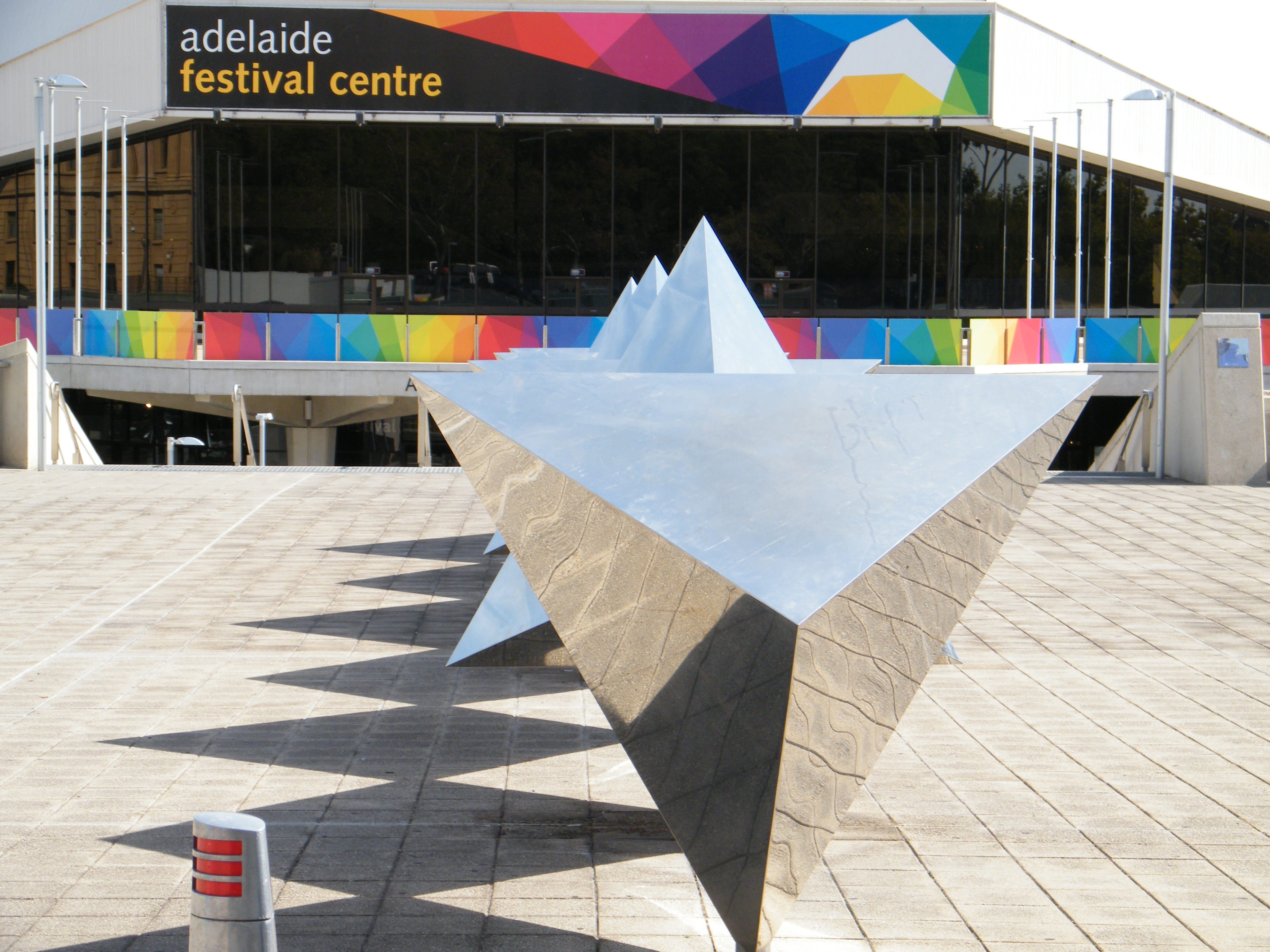
Adelaide Festival Centre Triangles

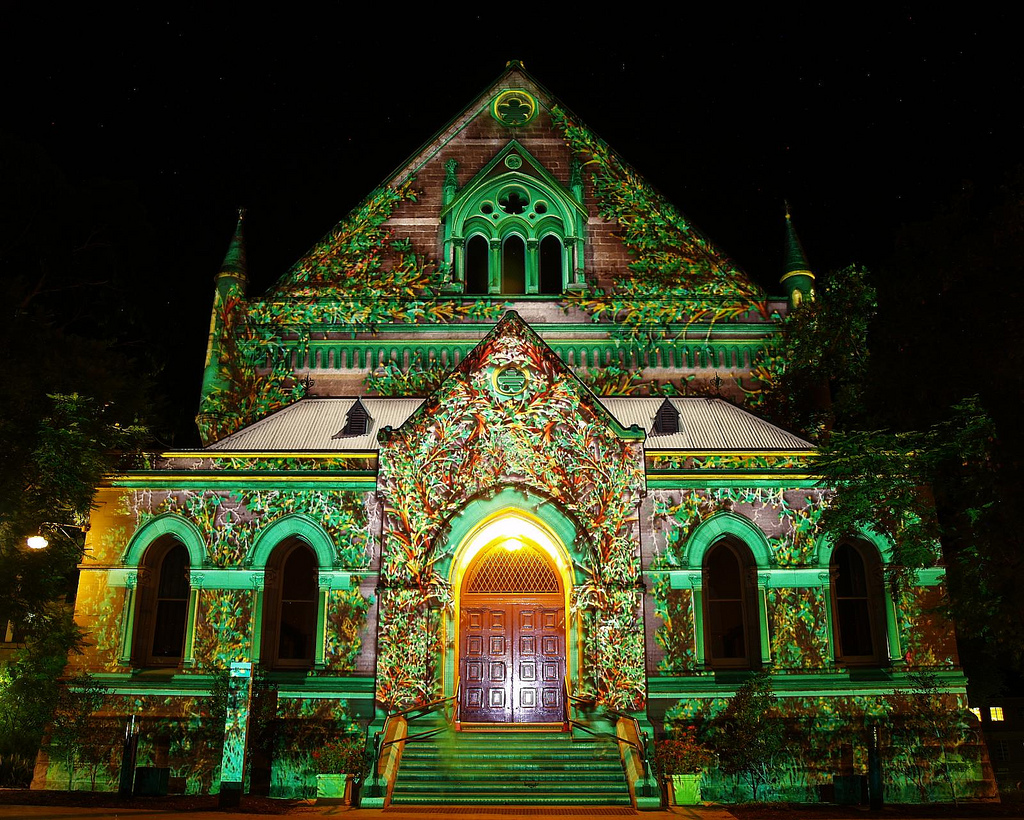
Forested Elder Hall

L'Adelaide Symphony Orchestra fu fondata come un gruppo radiofonico formato da  15 musicisti ed effettuò la sua prima serie di concerti pubblici nel 1936. Il primo direttore dell'orchestra fu Mr William Cade, un musicista nato ad Adelaide, che aveva lavorato a Londra con Sir Thomas Beecham.
Nel 1936 la South Australian Orchestra fu soppiantata dalla Adelaide Symphony Orchestra formata da 50 membri, guidata sempre da William Cade e patrocinata dalla Australian Broadcasting Commission. L'orchestra fu riformata nel 1949 come South Australia Symphony Orchestra di 55 membri, con il leggendario professor Henry Krips come suo direttore stabile. L'orchestra ritornò al suo titolo originale di Adelaide Symphony Orchestra, alla fine del 1975 e attualmente dispone di 74 membri permanenti.
Direttori principali dell'orchestra sono stati Elyakum Shapirra, Piero Gamba, Albert Rosen, Nicholas Braithwaite, e David Porcelijn. Il più recente direttore principale dell'ASO è stato Arvo Volmer, che ha ricoperto la carica dal 2004 al 2013. Attualmente è direttore ospite principale e consulente artistico. Nel 2007 l'orchestra ha collaborato con gli Hilltop Hoods per preparare una nuova release riorchestrata del loro album The Hard Road, intitolato The Hard Road: Restrung. Nel 2015 gli Hilltop Hoods hanno collaborato per la seconda volta con 32 musicisti dell'Adelaide Symphony Orchestra e 20 cantanti dell'Adelaide Chamber Singers Choir per la loro riedizione successiva riorchestrata dell'album intitolato Drinking from the Sun, Walking Under Stars Restrung.
I successi della ASO comprendono i suoi spettacoli del 1998 del Ciclo dell'Anello di Richard Wagner, la prima produzione australiana dal 1913 (anche se è stato ampiamente ed erroneamente asserito che fosse la prima iesecuzione in Australia). L'orchestra ha partecipato alla prima produzione completamente australiana de L'Anello nel 2004.
Nel 2009 Il Premier e Ministro delle Arti Mike Rann ha proposto e fornito finanziamenti governativi alla ASO, commissionando un importante lavoro orchestrale per il cambiamento climatico. La prima mondiale dell'ASO di The Blue Thread di Gerard Brophy, ispirato al fiume Murray, fueseguita al Concerto per la Terra all'Adelaide Town Hall il 27 novembre 2010. Il governo Rann ha proposto e organizzato il finanziamento di ulteriori due commissioni per la ASO, la prima un tributo orchestrale per il giocatore di cricket Sir Donald Bradman e la seconda per commemorare il centenario dello sbarco dell'ANZAC a Gallipoli. La prima mondiale di Our Don di Natalie Williams fu eseguita dalla ASO nel mese di agosto 2014. La prima mondiale del ANZAC Requiem, del compositore Iain Grandage e della librettista Kate Mulvany, fu effettuata il 22 aprile 2015.

## Direttori principali
- William Cade (direttore residente, 1939)
- Bernard Heinze (direttore ospite, 1939)
- Percy Code (direttore residente ad interim, 1949)
- Henry Krips (direttore residente, 1949–72)
- Elyakum Shapirra (direttore musicale, 1975–79)
- José Serebrier (direttore ospite principale, 1982–83)
- Piero Gamba (direttore musicale, 1983–85)
- Albert Rosen (direttore musicale, 1986)
- Nicholas Braithwaite (direttore musicale, 1987–91)
- David Porcelijn (direttore musicale, 1993–98)
- Arvo Volmer (direttore musicale, 2004–13)